# Ron Livingston
Ronald Joseph Livingston (Cedar Rapids, Iowa 1967. június 5. –) amerikai színész, legismertebb alakítása  Az elit alakulat című filmsorozat  Lewis Nixon századosának megformálása.

## Életpályája
Livingston Cedar Rapidsban, Iowában született Linda (született: Rinas) evangélikus lelkipásztor és Kurt Livingston repülőgépipari-elektronikai mérnök gyermekeként. A Marion High Schoolban végzett, Iowában, majd tanulmányait a Yale Egyetemen folytatta, ahol B.A. fokozatú diplomát szerzett színészetből. Livingston először a Cedar Rapids Színházban játszott. Később Chicagóba költözött, ahol a helyi színház színésze lett. Filmes karrierje 1992-ben kezdődött.

## Filmjei
- Egyenes beszéd (1992)
- J.A.G. – Becsületbeli ügyek (1995)
- Bárbarátok (1996)
- Horror kemping (1997)
- Időzsaru (1997)
- Alvilági játszma (1997)
- Hivatali patkányok (1999)
- Diplomáciai védettség (1999)
- Nina mánia (1999)
- Pár-baj (1999)
- Angyali üdvözlet (2000)
- Az elit alakulat (2001)
- Ügyvédek (2001-2002)
- Én és én meg a tehén (2002)
- Adaptáció (2002)
- Szex és New York (2002-2003)
- A szerencseforgató (2003)
- 44 perc (2003)
- Magunkra maradtunk (2004)
- Magánürügy (2004)
- A bosszú iskolája (2005)
- Doktor House (2005)
- Amerikai fater (2005-2007)
- Family Guy (2006)
- Sokk a jóból (2006)
- Túsztárgyalók (2006-2007)
- Amerikai rémálom (2008)
- Az időutazó felesége (2009)
- Gyógyegér vacsorára (2010)
- Hétmérföldes szerelem (2010)
- Újra együtt (2011)
- Versenyben az elnökségért (2012)
- Timothy Green különös élete (2012)
- Érzések és érintések (2013)
- Ivócimborák (2013)
- A másik csaj (2013)
- Démonok között (2013)
- Félelmetes nap (2013)
- Boardwalk Empire – Gengszterkorzó (2013)
- Harc a boldogságért (2014)
- A turné vége (2015)
- Az eltűnt tűz nyomában (2015)
- Kalandra fel! (2015)
- Vakáció (2015)
- Az 5. hullám (2016)
- A király megölése (2016)
- Search Party (2016-2021)
- Loudermilk (2017-2020)
- Az ember, aki megölte Hitlert és aztán a Nagylábút (2018)
- Richard búcsút mond (2018)
- A Romanov-dinasztia (2018)
- A Million Little Things (2018-2021)
- Holly bekavar (2020)

## jegyzetek
1. ↑  Német Nemzeti Könyvtár: Integrált katalógustár (Németország) (német nyelven). Integrált katalógustár (Németország) . (Hozzáférés: 2014. május 2.)
2. ↑  SNAC (angol nyelven). (Hozzáférés: 2017. október 9.)